# پان (قمر)
پان (‎/ˈpæn/‎ انگلیسی: Pan؛ یونانی: Πάν)داخلی‌ترین قمر زحل است. این قمر ۳۵ کیلومتر طول و ۲۳ کیلومتر عرض دارد و شبیه گردو است. این قمر از قمرهای چوپان به شمار می‌رود که خرده‌ریزه‌های حلقه‌های زحل را جاروب می‌کند. 